# Тегу
Те́гу, или жакруару (лат. Tupinambis teguixin) — вид ящериц из семейства тейид.

## Описание

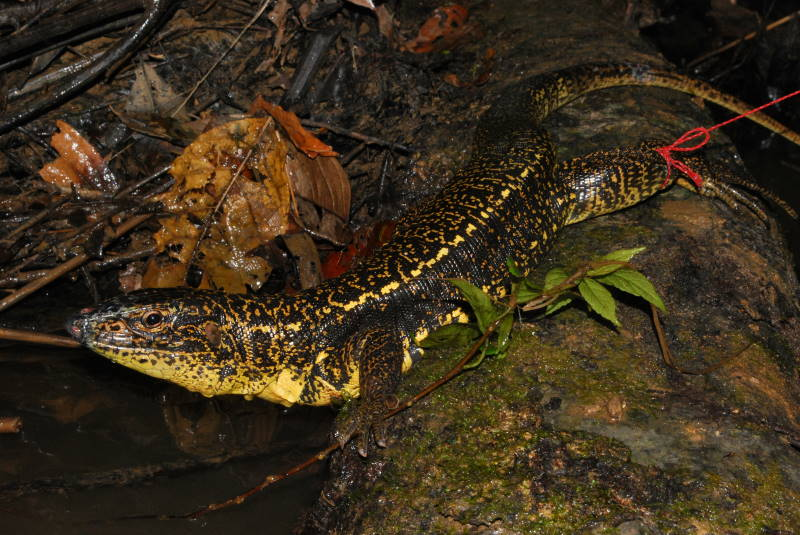

Общая длина достигает 0,6—1 м, а масса от 3,5 до 4 кг. Окраска тела буровато-чёрная с голубым оттенком. Поперёк спины и верхней стороны шеи в 9—10 рядов расположены небольшие желтоватые или черноватые пятна, сливающиеся иногда в полосы. Голова, шея и лапы беловатого цвета. Туловище сжато, лапы короткие и сильные. Хвост умеренно длинный, немного сжатый с боков.
Сравнительно недавно[когда?] у ящериц тегу была обнаружена факультативная эндотермия — возможность повышать температуру тела во время брачного периода за счёт эндотермических химических реакций. Это делает ящерицу тегу первой обнаруженной современной теплокровной (временно, периодически) рептилией.

## Распространение
Эндемик Южной Америки. Распространён на территории Колумбии, Венесуэлы, Гайаны до севера Парагвая, иногда встречается в северной Аргентине.

## Образ жизни
Образ жизни и внешнoсть тегу напоминает ящериц семейства варановых, что является следствием конвергентной эволюции. Предпочитает тропические леса, побережья рек, болот, сухие кустарниковые заросли и плантации культурных растений. Прячется в норах броненосцев и в термитниках. Также роет собственные норы под корнями деревьев или вблизи больших камней. Пугливое и осторожное животное, старается при опасности убегать, но когда загнан в угол, может защищаться мощными когтями, острыми зубами, часто применяет удары хвостом. Укусы тегу очень болезненны, его острые зубы могут оставить крупные рваные раны.
Является всеядным видом с уклоном в хищничество. Зубная система тегу является гетеродонтной, что для рептилий редкость. Его зубы хорошо приспособлены как для разрывания мяса, как для отщипывания растительности, так и дробления раковин моллюсков и жёстких покровов насекомых. Питается тегу мелкими млекопитающими, птицами, ящерицами, земноводными, насекомыми, плодами, часто забирается в курятники. Человек охотится на тегу ради вкусного мяса, которое напоминает курятину.
Это яйцекладущая ящерица. Откладывает 7—36 яиц, которые закапывает в землю. Яйца весят от 17 до 24 грамм и имеют длину от 42 до 54 мм и ширину от 25 до 31 мм. Молодые тегу вылупляются через 152—171 дней.